# ری لیو
ری لیو (انگلیسی: Ray Lui؛ زادهٔ ۲۲ دسامبر ۱۹۵۶) بازیگر اهل هنگ کنگ است.
از فیلم‌ها یا برنامه‌های تلویزیونی که وی در آن نقش داشته‌است، می‌توان به نقطه اشتعال، ۲۰۰۰ ای‌دی، معجزه، مظنون، تبدیل‌شوندگان: عصر انقراض، تأسیس یک حزب، ۷۰۸۰۹۰ و معشوقه فاتح بزرگ اشاره کرد.